# Andrzej Pieczyński (elektrotechnik)
Andrzej Marek Pieczyński (ur. 1953 w Strzelnie) – polski elektrotechnik, informatyk, specjalizujący się w automatyce i robotyce, diagnostyce technicznej, sterowaniu i optymalizacji, sztucznej inteligencji; nauczyciel akademicki związany z uczelniami w Zielonej Górze i Polkowicach.

## Życiorys
Urodził się w 1953 roku w Strzelnie, w województwie kujawsko-pomorskim, gdzie spędził swoje dzieciństwo oraz wczesną młodość oraz ukończył tam kolejno: szkołę podstawową oraz średnią. Po uzyskaniu matury podjął w 1974 roku studia na Wydziale Elektrycznym w Wyższej Szkole Inżynierskiej w Zielonej Górze, które ukończył w 1978 roku, zdobywając tytuły magistra inżyniera.
Jeszcze podczas studiów w 1977 roku podjął pracę jako asystent na macierzystej uczelni (od 1996 roku pod nazwą Politechniki Zielonogórskiej). W 1985 roku uzyskał stopień naukowy doktora nauk technicznych na Wydziale Elektroniki Politechniki Warszawskiej. Wraz z nowym tytułem awansował na stanowisko adiunkta. W 2004 roku Rada Wydziału Elektrotechniki Informatyki i Telekomunikacji Uniwersytetu Zielonogórskiego (powstał w 2001 roku z połączenia Wyższej Szkoły Pedagogicznej w Zielonej Górze i Politechniki Zielonogórskiej) nadała mu stopień naukowy doktora habilitowanego nauk technicznych w zakresie elektrotechniki o specjalności diagnostyka procesów przemysłowych na podstawie pracy pt. Reprezentacja wiedzy w diagnostycznych systemach ekspertowych. W 2006 roku objął stanowisko profesora nadzwyczajnego na zielonogórskiej uczelni.
Na Uniwersytecie Zielonogórskim pełnił kilka istotnych funkcji organizacyjnych. W latach 1993–1996 był kierownikiem Zakładu Sztucznej Inteligencji w Technice, a następnie do 1999 roku Zakładu Inżynierii Systemów. Od 2002 do 2005 roku pełnił funkcję prodziekana do spraw studiów zaocznych, a potem do 2012 roku dziekana Wydziału Elektrotechniki, Informatyki i Telekomunikacji. W czasie jego rządów m.in. wydział uzyskał uprawnienia do nadawania stopnia naukowego doktora w dyscyplinie automatyka i robotyka oraz uzyskał wyróżnienie dla kierunku Informatyka, nadane przez Polską Komisję Akredytacyjną. W latach 2012-2024 piastował urząd prorektora do spraw rozwoju, finansów i współpracy z gospodarką. Poza tym wykładał na Uczelni Jana Wyżykowskiego (dawnej Dolnośląskiej Wyższej Szkole Przedsiębiorczości i Techniki) w Polkowicach.
Aktywnie działa w wielu stowarzyszeniach naukowych takich jak: Komisja Cybernetyki Technicznej Polskiej Akademii Nauk, Polskie Towarzystwo Elektrotechniki Teoretycznej i Stosowanej (PTETiS), Lubuskie Towarzystwo Naukowe (LTN), Stowarzyszenie Elektryków Polskich (SEP), Lubuskie Towarzystwo na Rzecz Rozwoju Energetyki (LTnRRE).

## Dorobek naukowy
Zainteresowania naukowe Andrzeja Pieczyńskiego koncentrują się wokół zagadnień związanych ze sztuczną inteligencją, a w szczególności zastosowaniem logiki rozmytej w systemach ekspertowych oraz modelowaniu i diagnostyce procesów przemysłowych. Specjalizuje się w dziedzinie: sztucznej inteligencji, a w szczególności zastosowaniem logiki rozmytej w systemach. ekspertowych oraz modelowaniu i diagnostyce procesów przemysłowych. Jest autorem lub współautorem 2 monografii, 6 rozdziałów w monografiach, 33 artykułów w czasopismach o zasięgu międzynarodowym oraz krajowym (w tym 6 z tzw. listy filadelfijskiej), 38 artykułów w materiałach konferencji zagranicznych i krajowych i redaktor 3 prac zbiorowych. Do jego najważniejszych prac należą:
- Komputerowe systemy diagnostyczne procesów przemysłowych, Zielona Góra 1999.
- Diagnostyka procesów przemysłowych, Zielona Góra 2001.
- Reprezentacja wiedzy w diagnostycznym systemie ekspertowym, Zielona Góra 2003.
- 40 lat Wydziału Elektrotechniki, Informatyki i Telekomunikacji 1967-2007, Zielona Góra 2007.

## Życie prywatne
Jest żonaty. Z żoną Teresą posiada dwie córki: Karolinę i Honoratę oraz trzy wnuczki: Marysię (2005 r.), Michalinę (2007 r.) oraz Magdalenę (2013 r.). Interesuje się poza sprawami naukowymi: majsterkowaniem, uprawą ogrodu, historią nowożytną i muzyką poważną.